# Ahmed Bey Sofwan
Ahmed Bey Sofwan ist ein indonesischer Diplomat.

## Werdegang
Ahmed Bey Sofwan war der erste Botschafter Indonesiens in Osttimor. Die Ernennung zum Botschafter erfolgte am  29. Juli 2003. Zuvor war er der stellvertretender Chef des Badan Intelijen Negara (BIN), dem indonesischen Geheimdienst. 2009 wurde Eddy Setiabudhi neuer Botschafter in Osttimor.
1998 war Sofwan stellvertretender Leiter des indonesischen Wirtschafts- und Handelsbüros in Taipeh, der de facto Botschaft Indonesiens in der Republik China (Taiwan).